# Corner with Love
Corner with Love (chino tradicional: 轉角＊遇到愛; chino simplificado: 转角＊遇到爱; pinyin: Zhuán jiǎo yù dào aì) (en español: Esquina con amor) es una serie de televisión taiwanesa en dieciséis minutos 60 episodios emitidos entre el 7 de enero de 2007 y 22 de abril de 2007 en la CTV. Protagonizada por Show Luo y Barbie Hsu.

## Sinopsis
Xin Lei (Barbie Hsu) es una chica inteligente, segura y hermosa que nunca ha conocido un día de privación. Su padre es un rico magnate de los negocios en Shanghái y está comprometida con Yin Shang Dong (Chen Zhi Kai) que en sus ojos también es perfecto en todos los sentidos. Vive una vida de cuento de hadas como dote a todos y tratarla como a una princesa. Hasta que un día, conoce a Qin Lang (Show Luo), cuando su coche y su accidente de bicicleta en sí por accidente en una esquina. Qin Lang es un artista frustrado cuyo padre abandonó a él ya su madre para dedicarse a su pasión por la pintura. Se fue a Shanghái con la esperanza de seguir su sueño de convertirse en un artista, pero fue despojado de su billete de dinero, pasaporte y avión. Con el fin de ganar suficiente dinero para ir a casa a Taiwán trabaja como cocinero, haciendo tortilla de ostras, una habilidad transmitida por su abuela.
Xin Lei Lang Qin y reunirse de nuevo cuando se va a un restaurante que se especializa en la comida taiwanesa, que Qin Lang sucede con las obras de los casos. Quería aprender a hacer tortilla de ostras (o-á-chian o 蚵仔煎), con el fin de impresionar a su novio a los padres con sus habilidades culinarias. Él es inicialmente renuente a enseñarle como él se siente molesto por su complejo de princesa, pero al mismo tiempo, se siente atraído hacia ella. Después de muchos dimes y diretes y la mala comprensión-se convierten en amigos.
Entonces, la compañía de los padres Xin Lei "va a la quiebra y van a esconderse para escapar de sus deudores. Ellos mis-guidedly pensaba que Shang Dong se haría cargo de ella, por lo tanto, sólo le dejó un billete de avión y una llave de su casa en Taiwán. 
Desafortunadamente, Shan Dong rompe su compromiso, ante la insistencia de sus padres, y se compromete con otra chica cuya familia puede ayudarles económicamente. Mientras tanto Xin Lei se deja a confiar en su mejor amiga Xi Xian Qin y Lang, quien encontró a sí mismo queriendo protegerla y hace todo lo posible para animarla. Sin embargo, a las órdenes de su abuela, que tuvo que dejar Xie Lei regresar a Taiwán, pensando que nunca volverían a encontrarse. Entonces, después de ver Xin Lei, en su fiesta de compromiso, Shan Dong no es capaz de ir a través con él. Así que sus padres le pidieron a separarse y abandonar Shanghái. Con lo cual se va a Taiwán para quedarse en la casa de sus padres la dejaron.
Coincidentemente, resulta que la casa que quedaba a Xin Lei por sus padres es la casa de Qin Lang. Xin Lei intentó conducir familia de Qin Lang fuera de la casa, que enfureció a su abuela y quería Xin Lei salir de la casa ya que ella no puede mostrar prueba de la propiedad de la casa. Sabiendo que Xin Lei no tiene a donde ir, Qin Lang le mintió a su abuela diciendo que Xin Lei es su novia, quien es ahora sin dinero y sin hogar y suplicar para que su estancia. La abuela a regañadientes permite su estancia bajo la condición de que ella tiene que ayudar con las tareas del hogar y tiene que encontrar un trabajo y pagar la renta por quedarse en la casa.
Una serie de eventos desafortunados suceder que conduce Xin Lei hacer frente a la situación de su vida y aprender a adaptarse a su nuevo entorno. Ella es incapaz de renunciar a su complejo de princesa, pero poco a poco se calienta a la familia de Qin Lang y el tipo de vida que viven. Al final, ella tendría que hacer una elección entre quedarse como una princesa en su castillo o de llevar una vida sencilla de un plebeyo por amor.

## Reparto
- Show Luo es Qin Lang.
- Barbie Hsu es Xin Lei.
- Lu Jia Xin es Cai Xiao Yang.
- Dean Fujioka es An Teng Feng.
- Fang Fang es Du Dan Po.
- Harlem Yu es Lian Sheng Quan.
- Carolyn Chen es Wen Bi Zhu.
- Zhang Li Wei es Ah Da.
- Chen Yan Ru es Jiu Ba Dao.
- Huang Hong Sheng es Ah Yi.
- Chen Zhi Kai es Yin Shang Dong.
- Jiang Chao es Xiao Pang.
- Fan Ming es Cui Ge.
- Xiao Jian es Bao Che Ren.

## Banda sonora
- Apertura: "爱 的 勇气" Ai De Yong Qi (Coraje del amor) por Megan Lai (赖雅 妍).
- Fin: "爱 * 转角" Ai Zhuan Jiao (Love Corner *) por Show Luo.
- Inserte canción: "几分" Ji Fen (¿Cuántos puntos) por Show Luo.